# Ciclone Guará
O ciclone  Guará ou tempestade subtropical Guará foi um fenômeno climático que atingiu o estado da Bahia no Brasil, entre os dias 9 e 10 de dezembro de 2017. A tempestade subtropical Guará originou-se de uma forte queda de pressão atmosférica entre o litoral do sul da Bahia e o norte do Espírito Santo. O ciclone ocasionou ventos fortes que arrasaram diversos pontos da capital baiana, Salvador, e de acordo com a Marinha, provocou ondas de até 5 metros.
A força dos ventos chegou a derrubar o teto de um posto de combustíveis na cidade de Salvador.

## A chegada
Era final de tarde quando os soteropolitanos avistaram as nuvens carregadas que, rapidamente, cobriram o céu de toda a cidade de Salvador. Raios, trovões e chuvas torrenciais marcaram o sábado do dia 9 de dezembro. Diversos pontos da capital ficaram alagados, crateras abriram-se pelas ruas e vários bairros sofreram com a queda de energia. Os ventos fortes também ocasionaram o naufrágio de embarcações na Baía de Todos os Santos. Felizmente, não houve feridos.

## O afastamento
No dia 10 de dezembro, O Ciclone Guará deslocou-se para o oceano, afastando-se das regiões costeiras do Brasil.  O alerta da Marinha aos navegantes foi mantido até o dia 18 do mesmo mês .